# كلوديا ستافيسكي
هي ممثلة ومخرجة فرنسية من مواليد 1956 في بوينس آيرس . قامت بإخراج مسرح Théâtre des Célestins في ليون منذ عام 2000 .